# Mount Aurora
Mount Aurora ist ein runder Vulkankegel und mit 1041 m Höhe der höchste Berg auf Black Island im antarktischen Ross-Archipel.
Teilnehmer der New Zealand Geological Survey Antarctic Expedition (1958–1959) benannten ihn nach der Aurora, dem Schiff der Ross Sea Party im Rahmen der Endurance-Expedition (1914–1917) des britischen Polarforschers Ernest Shackleton.